# Lepidagathis javanica
Lepidagathis javanica är en akantusväxtart som beskrevs av Carl Ludwig von Blume. Lepidagathis javanica ingår i släktet Lepidagathis och familjen akantusväxter. Utöver nominatformen finns också underarten L. j. parviflora.